# Novodvorská alej
Novodvorská alej (též Novodvorská lipová alej) je lipové stromořadí u obce Vavřinec v okrese Blansko v Moravském krasu.

## Základní údaje
- název: Novodvorská alej[1], Novodvorská lipová alej[2]
- obvod: až 415 cm[2]
- věk: do 200 let
- finalista soutěže Alej roku 2011: 1. místo[2]
- finalista soutěže "Strom roku 2012": 1. místo

Alej lemuje obě strany cesty vedoucí z osady Nové Dvory směrem na zříceninu hradu Blansek. Nechal ji zasázet počátkem 19. století majitel blanenského panství Hugo František Salm, jeden se zakladatelů Moravského zemského muzea. Sestává z 57 živých stromů a 1 torza (obvody kmenů od 10 cm do 415 cm).
Mezery v aleji dosázely v roce 2011 rodiny Machova, Stehlíkova a Wenzlova klony památných lip jako své rodové stromy. Klony byly odebrány z památné lípy v Hrádku ve Slezsku (stáří 600 let, obvod kmene 680 cm), Fojtíkovy lípy v Tošovicích (stáří 400 let, obvod kmene 823 cm) a lípy u Ztraceného potoka ve Vernířovicích (stáří 400- 500, obvod 890 cm) a vypěstovány v Dendrologické zahradě Výzkumného ústavu Silva Taroucy pro krajinu a okrasné zahradnictví, v. v. i. v Průhonicích.

## Další zajímavosti

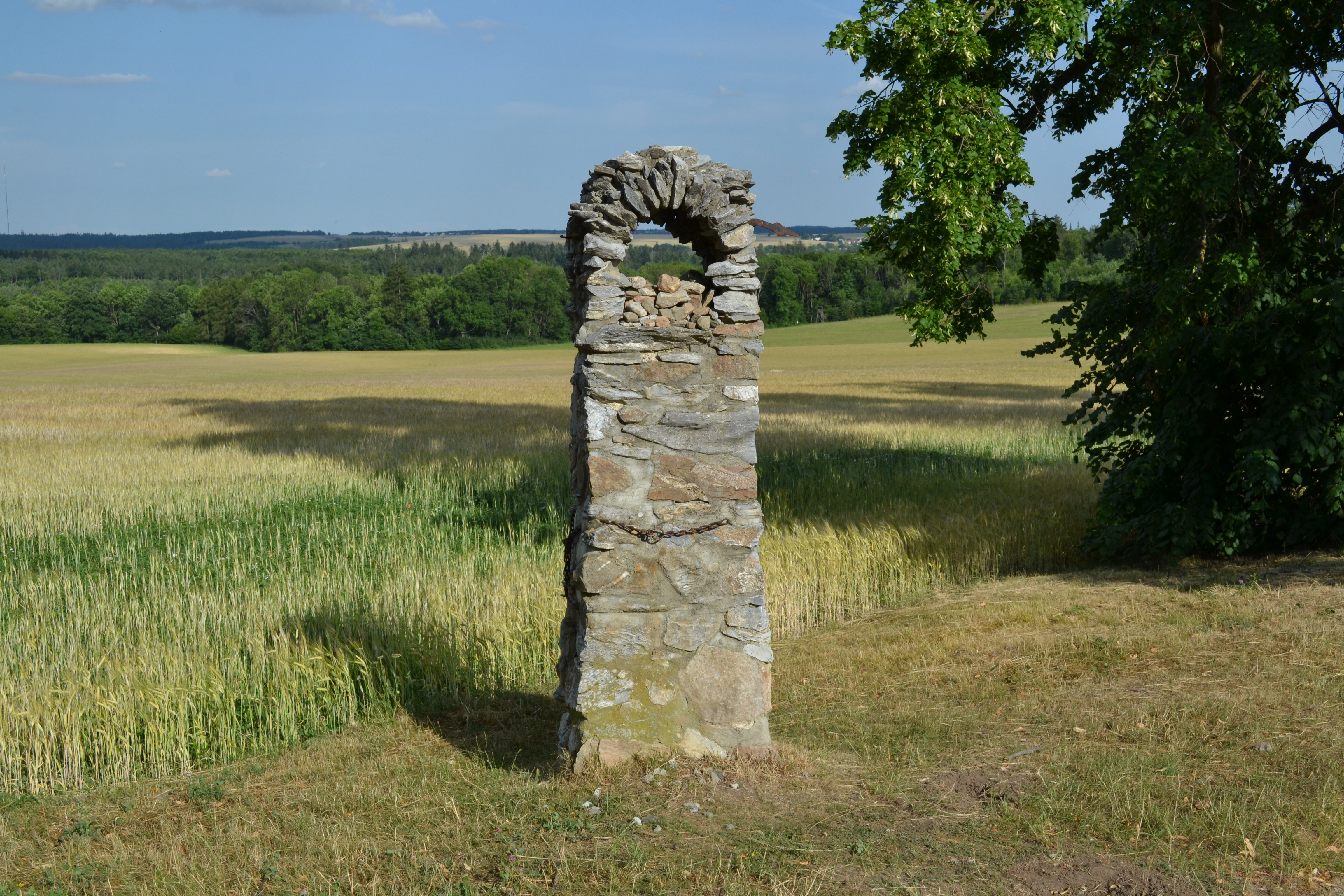
Přícestník na severním konci

Novodvorská lipová alej byla vyhlášena rozhodnutím Správy CHKO Moravský kras ze dne 14. 10. 1982 památnou alejí. V roce 2011 zahájil tým studentů pod vedením Kateřiny Židů, studentky Přírodovědecké fakulty Univerzity Palackého Olomouc, za podpory obce Vavřinec rozsáhlou obnovu aleje financovanou z prostředků správy CHKO Moravský kras. Tým studentů také získal na obnovu Novodvorské aleje grant z Nadace O2 v programu Think big, kde se stal pilotním projektem v oblasti životního prostředí. Ve stejném roce zvítězila Novodvorská alej v anketě občanského sdružení Arnika nazvané „Alej roku 2011“, do které bylo nominováno 53 alejí z celé ČR. V roce 2012 vyhrála lípa z Novodvorské aleje v konkurenci 65 stromů soutěž „Strom roku 2012“ pořádanou Nadací partnerství. Získala více než třetinu všech zaslaných hlasů, což se ještě v jedenáctileté historii této soutěže nestalo.
Přícestník při vstupu do Novodvorské aleje směrem na hrad Blansek stojí zvláštní malá stavba připomínající boží muka. Vystavěl ji z vápencových kamenů v roce 1999 historik Mgr. Zeno Čižmář. Na blízkém stromě byla pověšena cedulka vysvětlující funkci této stavby s dalšími zajímavými informacemi. Slovo „přícestník“ je odvozeno od polohy stavby, která je „při cestě“.